# Hijuelas
Hijuelas est une ville et commune du Chili dans la province de Quillota, elle-même située dans la région de Valparaiso.

## Géographie

### Démographie
En 2016, sa population s'élevait à 15 876 habitants. La superficie de la commune est de 267 km2 (densité de 59 hab./km2).

### Situation
Hijuelas est située dans la région centrale du Chili, dans la vallée du río Aconcagua entre la Cordillère des Andes et la Cordillère de la Costa. L'altitude est de 241 m.

### Climat
Hijuelas bénéficie d'un climat méditerranéen, qui favorise la production des fleurs, des fruits et des légumes.

## Économie
La principale activité de la commune est la culture des fleurs, des plantes et des légumes. Hijuelas est le premier producteur de fleurs du pays (45 % de la production totale) et d'avocats. Les entreprises de la commune sont des leaders mondiaux de la production de bulbes et de semences d'espèces ornementales.

## Patrimoine naturel
Sur son territoire et celui de la commune voisine de Olmué se trouve le Parc national La Campana, qui fait partie de la Réserve mondiale de la biosphère depuis 1985, et qui est célèbre pour disposer des dernières forêts de cocotiers du Chili et le Cerro La Campana, dont le sommet a été atteint en 1834 par le naturaliste anglais Charles Darwin.

Position de Hijuelas (en rouge) au sein de la Région de Valparaiso.

## Personnalités liées à la commune
- Darío Osorio (2004-), footballeur chilien né à Hijuelas.